# Brachycephalus alipioi
Brachycephalus alipioi é uma espécie de anfíbio da família Brachycephalidae. Endêmica do Brasil, pode ser encontrada apenas nos municípios de Vargem Alta, Castelo e Santa Teresa, no estado do Espírito Santo.